# Södermanlands runinskrifter ATA6058/54
Södermanlands runinskrifter ATA6058/54 är ett vikingatida runstensfragment av grå granit vid Stäringe gamla smedja, Årdala socken och Flens kommun.  Runstensfragmentet är 0,6 gånger 0,6 meter stort. Runhöjden är 9 centimeter. Fragmentet skall ha hittats på 1950-talet i smedjans mur.

## Inskriften
Translitterering av runraden:
...-tr · uilal : tum : k-...
Normalisering till runsvenska:
... ... ... ...